# ألين حيرام كورتيس
ألين حيرام كورتيس (بالإنجليزية: Allen Hiram Curtiss)‏ هو عالم نبات أمريكي، ولد في 1845، وتوفي في 1907.